# Kabouter Plop

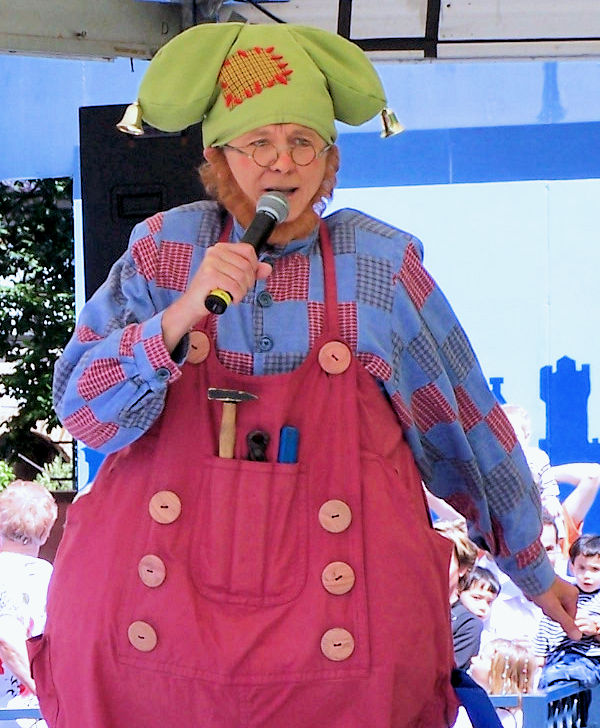
Kabouter Klus interpretato da Aimé Anthoni

Kabouter Plop (Lo Gnomo Plop) è l'omonimo protagonista di una serie televisiva per bambini di Studio 100.
La serie televisiva è diretta da Bart Van Leemputten. La maggior parte degli episodi durano circa cinque minuti e sono ambientati nella locanda del latte di Plop o nella foresta dello Gnomo. Le storie spesso coinvolgono gli scherzi di Kabouter Klus. Ogni episodio inizia con Plop che giace a letto e ripassa quello che è successo il giorno passato. La maggior parte degli episodi contiene una morale.
Il 17 febbraio 2007, la serie Lo Gnomo Plop ha fatto la sua comparsa nel Belgio francofono.

## Personaggi
- Gnomo Plop : Walter De Donder (dal 1997)
- Gnomo Klus : Aimé Anthoni (dal 1997)
- Gnomo Lui : Chris Cauwenberghs (dal 1997)
- Gnomo Kwebbel : Agnes De Nul (dal 1997)
- Gnomo Smul : Luc Caals (dal 1998)
- Gnomo Smal : Hilde Vanhulle (dal 1999)